# Stadion Metallurg w Tursunzodzie
Stadion Metallurg – wielofunkcyjny stadion w Tursunzodzie, w Tadżykistanie. Został otwarty w 1960 roku. Obiekt może pomieścić 20 000 widzów. Swoje spotkania rozgrywają na nim piłkarze klubu Regar-TadAZ Tursunzoda, w eliminacjach do mistrzostw świata w Brazylii rozegrała tam mecz domowy reprezentacja Afganistanu.